# Paramordella
Paramordella là một chi bọ cánh cứng trong họ Mordellidae.
Chi này được miêu tả khoa học năm 1936 bởi Pic.

## Các loài
Chi này gồm các loài:
- Paramordella brevesetosa Pic, 1936
- Paramordella unimaculata (Pic, 1931)